# Farkhunda Zahra Naderi
Farkhunda Zahra Naderi, née le 19 avril 1981, est une femme politique afghane.
Elle intègre le Parlement afghan, dans la Chambre du peuple, pour un mandat de cinq ans entre 2010 et 2015, à la suite de sa victoire aux élections législatives. 
Elle est la seule femme représentante de la délégation afghane à participer à trois conférences consécutives à Chantilly, près de Paris, en 2010 et 2012,.
En mars 2013, elle devient membre de la troisième commission permanente pour les droits de l'Homme et la démocratie auprès de l’Union interparlementaire (UIP), à la suite d’un vote organisé lors de la 128e Assemblée de l’UIP en Équateur. Au cours de l’élection départageant les représentants de l’Afghanistan, de l’Australie et de l’Iran, Farkhunda Naderi reçoit 28 votes sur 52 contre 20 et 3 votes respectifs pour les autres. Elle est élue présidente de la troisième commission permanente de l’UPI en mars 2014 au cours de la 130e Assemblée. En décembre 2016, elle devient conseillère principale du président de la République Ashraf Ghani dans les relations avec les Nations unies. 

## Biographie

### Jeunesse et études
Elle est la fille de Sayed Mansour Naderi, leader des ismaéliens afghans de Baghlân. Née en 1981, elle fréquente les écoles primaires et secondaires de Baghlân dans la province de Kaboul et termine ses études secondaires au Harrow College de Londres en 2001. Elle étudie ensuite le droit à l'université internationale Westminster de Tachkent, dont elle sort en 2007 avec une licence.

### Députée de Kaboul
Farkhunda Zahra Naderi est la candidate du Parti national de solidarité d'Afghanistan pour la province de Kaboul aux élections législatives de 2010. Elle est élue députée avec 6 612 voix avec pour slogan de campagne « Burqa, une fenêtre de pouvoir », une véritable provocation. Sur les panneaux publicitaires de sa campagne électorale, aucune photo d'elle ne fut mise, étant estimé que le public devait se concentrer sur ses idées plutôt que sur son image. Elle organise plusieurs meetings dans différents quartiers de Kaboul et envoie ses militants faire du porte à porte pour donner des informations aux électeurs.

### Activisme en faveur des droits des femmes
En tant que militante féministe, elle fait pression pour qu'une femme soit nommée à la Cour suprême. En 2012, au cours d'un sommet à Chicago, elle déclare que l’absence de femme dans les tribunaux était sa « plus grande préoccupation ». Elle fait de ce sujet un cheval de bataille lors de son mandat de députée. Avec le comité des femmes parlementaires afghane, elle communique sur ce thème auprès de l'Assemblée générale du Parlement.

### Fonctions officielles
De décembre 2016 à novembre 2018, elle occupe le poste de conseillère principale du président Ghani dans les relations avec les Nations unies. 
Le 22 août 2020, elle est nommée membre du Haut Conseil pour la réconciliation nationale, créé pour mener des pourparlers de paix avec les talibans et présidé par Abdullah Abdullah.

## Distinction
En 2012, Naderi est nommée par le Programme des Nations Unies pour le développement pour le prix N-Peace, qu’elle obtient. Elle est récompensée pour son activisme en faveur de l'éducation et de l'empowerment des femmes afghanes. En 2013, le prix est remis à une autre parlementaire afghane, Massouda Karkokhi, choisie par Farkhunda Naderi.